# Landgericht Kiel

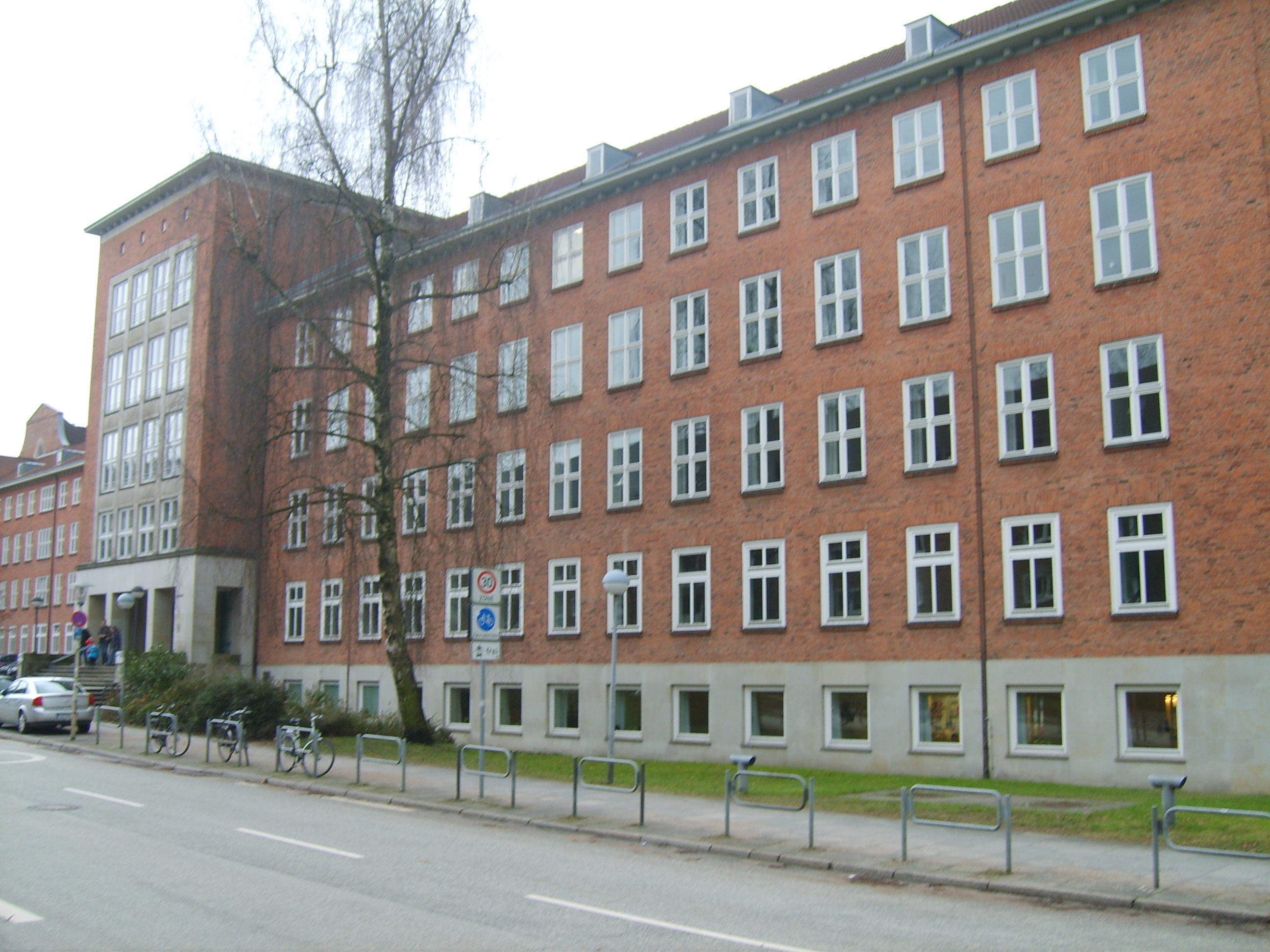
Landgericht Kiel (Gebäudeflügel an der Harmsstraße)

Das Landgericht Kiel ist eines von vier Landgerichten des Bundeslandes Schleswig-Holstein und somit Teil der schleswig-holsteinischen ordentlichen Gerichtsbarkeit.

## Gerichtssitz und -bezirk
Sitz des Gerichts ist die Landeshauptstadt Kiel.
Der Gerichtsbezirk umfasst die Bezirke der nachgeordneten Amtsgerichte Bad Segeberg, Eckernförde, Kiel, Neumünster, Norderstedt, Plön und Rendsburg. Damit besteht der Gerichtsbezirk aus den Kreisen Plön, Rendsburg-Eckernförde, Segeberg, der kreisfreien Städte Kiel und Neumünster sowie der Gemeinde Tangstedt im Kreis Stormarn. In dem Bezirk leben rund 1.500.000 Einwohner. Er ist etwa 4800 km2 groß.
Hinzu kommen die dem Bezirk des Amtsgerichts Kiel zugeordneten gemeindefreien Küstengewässer der zu Schleswig-Holstein gehörenden Ostsee.

## Personal, Kammern, Geschäftsverteilung
Das Landgericht Kiel hatte im Geschäftsjahr 2007 22 Zivilkammern, 13 Strafkammern (davon acht große und fünf kleine), zwei Schwurgerichtskammern, zehn Strafvollstreckungskammern (davon eine große und neun kleine), drei Kammern für Handelssachen, eine Kammer für Baulandsachen und eine Kammer für Steuerberatersachen. Seit September 2005 bietet das Landgericht Kiel auch eine gerichtliche Mediation an.
Präsidentin des Landgerichts ist seit dem 1. Dezember 2023 Susanne Bracker, die auf Wilfried Kellermann folgt. Frühere Präsidenten sind Ulrike Hillmann und Emil Schmalfuß.

## Geschichte

### Kreisgericht Kiel
Mit der Aufnahme Schleswig-Holsteins in das Königreich Preußen am 1. Oktober 1867 wurde in Kiel eines von fünf Kreisgerichten (neben Altona, Flensburg, Itzehoe und Schleswig) eingerichtet, dem 16 Amtsgerichte zugehörten.
Die folgenden Amtsgerichte wurden dem Kreisgericht Kiel untergeordnet:
| Amtsgericht                       | Sitz                  | Aufgelöst |
| --------------------------------- | --------------------- | --------- |
| Amtsgericht Bordesholm            | Bordesholm            | 1975      |
| Amtsgericht Bornhöved             | Bornhöved             | 1871      |
| Amtsgericht Bad Bramstedt         | Bad Bramstedt         | 1999      |
| Amtsgericht Burg auf Fehmarn      | Burg auf Fehmarn      | 1979      |
| Amtsgericht Cismar                | Cismar                | vor 1879  |
| Amtsgericht Heiligenhafen         | Heiligenhafen         | 1979      |
| Amtsgericht Kaltenkirchen         | Kaltenkirchen         | 1871      |
| Amtsgericht Kiel                  | Kiel                  | besteht   |
| Amtsgericht Lütjenburg            | Lütjenburg            | 1979      |
| Amtsgericht Neumünster            | Neumünster            | besteht   |
| Amtsgericht Neustadt in Holstein  | Neustadt in Holstein  | 1979      |
| Amtsgericht Oldenburg in Holstein | Oldenburg in Holstein | besteht   |
| Amtsgericht Plön                  | Plön                  | besteht   |
| Amtsgericht Preetz                | Preetz                | 1979      |
| Amtsgericht Schönberg (Holstein)  | Schönberg (Holstein)  | 1979      |
| Amtsgericht Bad Segeberg          | Bad Segeberg          | besteht   |

### Landgericht Kiel
Im Zuge der Reichsjustizreform im Oktober 1879 wurden die Kreisgerichte wieder aufgelöst und die Landgerichte Kiel, Flensburg und Altona gebildet. Der erste Präsident des Landgerichts Kiel, Isenbart, übte dieses Amt bis zum 30. September 1897 aus.
Die folgenden Amtsgerichte wurden dem Landgericht Kiel untergeordnet:
| Amtsgericht                       | Sitz                  | Aufgelöst |
| --------------------------------- | --------------------- | --------- |
| Amtsgericht Bordesholm            | Bordesholm            | 1975      |
| Amtsgericht Bramstedt             | Bramstedt             | 1999      |
| Amtsgericht Burg auf Fehmarn      | Burg auf Fehmarn      | 1979      |
| Amtsgericht Eckernförde           | Eckernförde           | besteht   |
| Amtsgericht Gettorf               | Gettorf               | 1978      |
| Amtsgericht Heide                 | Heide                 | 1971      |
| Amtsgericht Heiligenhafen         | Heiligenhafen         | 1979      |
| Amtsgericht Hohenwestedt          | Hohenwestedt          | 1976      |
| Amtsgericht Kiel                  | Kiel                  | besteht   |
| Amtsgericht Lütjenburg            | Lütjenburg            | 1979      |
| Amtsgericht Lunden                | Lunden                | 1932      |
| Amtsgericht Neumünster            | Neumünster            | besteht   |
| Amtsgericht Neustadt in Holstein  | Neustadt in Holstein  | 1979      |
| Amtsgericht Nortorf               | Nortorf               | 1976      |
| Amtsgericht Oldenburg in Holstein | Oldenburg in Holstein | besteht   |
| Amtsgericht Plön                  | Plön                  | besteht   |
| Amtsgericht Preetz                | Preetz                | 1979      |
| Amtsgericht Rendsburg             | Rendsburg             | besteht   |
| Amtsgericht Schenefeld            | Schenefeld            | 1970      |
| Amtsgericht Schönberg (Holstein)  | Schönberg (Holstein)  | 1979      |
| Amtsgericht Segeberg              | Segeberg              | besteht   |
| Amtsgericht Wesselburen           | Wesselburen           | 1971      |

### NS-Zeit
Während des „Dritten Reichs“ wurde beim Landgericht Kiel ein Sondergericht eingerichtet. Es verhängte drakonische Strafen, inklusive der Todesstrafe, selbst bei geringfügigen Vergehen. So z. B. gegen Frauen wegen verbotenen Umgangs mit Kriegsgefangenen. Von 1940 bis 1945 betrafen 229 Strafverfahren mit insgesamt 267 Angeklagten den verbotenen Umgang mit Kriegsgefangenen. Davon waren 229 Frauen und 38 Männer. Das NS-Heimtückegesetz eröffnete zudem Denunzianten willkommene Möglichkeit fremdenfeindliche Vorurteile auszuleben und persönliche Feinde anzuschwärzen. So auch am Sondergericht Kiel, z. B. wegen „staatsfeindlicher Gesinnung“ von Angeklagten.

### Nachkriegszeit
Nach Kriegsende wurden so gut wie alle der 22 Richter und Staatsanwälte des Sondergerichts Kiel bis 1951 wieder eingestellt und konnten ungestört ihre Karrieren verfolgen, bis hin zum Landgerichtspräsidenten, Senatspräsidenten beim Oberlandesgericht in Schleswig, einem Schleswiger Oberlandesgerichtsrat und einen Leitenden Oberstaatsanwalt in Kiel. Bereits in den 1950er Jahren waren Staatsanwälte und Richter des ehemaligen Kieler Sondergerichts wieder die Hauptstütze der Justiz in Schleswig-Holstein. Selbst schwerstbelastete Kriegsrichter sprachen nach 1945 wieder Recht.

## Gebäude
Das Landgericht war im königlichen Gerichtsgebäude in der Ringstraße 19–31, Ecke Königsweg, untergebracht. Dort befanden sich außerdem das Amtsgericht (Collegialgerichte), die Staatsanwaltschaft und im Anbau das Gefängnis. Aus Platzmangel wurde bis 1919 ein neues Gefängnis in der Faeschstraße erbaut. In der Folgezeit verursachte der Gefangenentransport zu und von den Gerichten allerdings zusätzliche Kosten und verleitete zu Fluchtversuchen.
Von 1922 bis 1926 wurde deshalb ein Backsteinneubau am Schützenwall 31–35 errichtet. Der Eingangsbereich am Schützenwall wurde mit Halbsäulen, rundbogigen Portalen und Balkonen repräsentativ gestaltet. Um Verbindungen nach außen und Fluchtversuche unmöglich zu machen, führten abgeschlossene Gänge vom Gefängnis direkt zu den einzelnen Gerichtssälen.
Durch die Zerstörung des Gerichtsgebäudes in der Ringstraße und den steigenden Geschäftsanfall entstand auch im Neubau, den sich Landgericht, Staatsanwaltschaft und die Strafgerichtsbarkeit des Amtsgerichts teilten, bald drängende Raumnot. Die Erhöhung des Hauptflügels um ein Stockwerk im Rahmen der Beseitigung von Bombenschäden reichte zur Entlastung nicht aus. Mehrere Optionen wie die Nutzung des 1948 frei werdenden Gebäudes des Oberlandesgerichtes oder der Wiederaufbau des Gerichtsgebäudes in der Ringstraße wurden erwogen, bevor in der Harmsstraße direkt neben dem Neubau – über eine Brücke verbunden – ein weiteres Haus errichtet wurde.
Ende der 1980er Jahre zog das Amtsgericht Kiel in neues Gebäude in der Deliusstraße 22. Zuletzt wurde 1996 im Innenhof, an der Rückseite der Justizvollzugsanstalt, ein zusätzlicher Flügel von der Staatsanwaltschaft bezogen.

### Gedenktafel
Im ersten Stock des Gebäudes in der Harmsstraße erinnert im Treppenhaus eine Gedenktafel an den am 12. März 1933 erschossenen Kieler Rechtsanwalt und Notar Wilhelm Spiegel.

### Verkehrsanbindung
Das Gerichtsgebäude befindet sich am Schützenwall 31–35, Ecke Harmsstraße. Der Schützenwall ist die Verlängerung der Bundesautobahn 215. Am Gericht stehen nur wenige Parkplätze zur Verfügung. In der parallel zur Harmsstrasse verlaufenden Deliusstrasse gibt es ein kostenpflichtiges Parkhaus. Die nächstgelegene Bushaltestelle Harmsstraße wird ab Hauptbahnhof von den Buslinien 51, 52, 81 und 82 bedient. Ein rollstuhlgerechter Eingang befindet sich im Innenhof.

## Über- und nachgeordnete Gerichte
Dem Landgericht Kiel ist das Schleswig-Holsteinische Oberlandesgericht in Schleswig übergeordnet. Nachgeordnet sind die Amtsgerichte Bad Segeberg, Eckernförde, Neumünster, Norderstedt, Plön und Rendsburg. Das Amtsgericht Kiel steht zwar im Instanzenzug unter dem Landgericht Kiel, ist aber als Präsidialgericht in seiner Verwaltung unmittelbar dem Schleswig-Holsteinischen Oberlandesgericht unterstellt.

## Staatsanwaltschaft
Dem Landgericht Kiel ist eine Staatsanwaltschaft zugeordnet.
Sie untersteht der Generalstaatsanwaltschaft beim Schleswig-Holsteinischen Oberlandesgericht.

## Juristen, die am Landgericht Kiel tätig waren
- Wolfgang Fränkel (Staatsanwalt 1933–1936)
- Bernhard Leverenz (Staatsanwalt 1947–1949)
- Ludwig Krämer (Richter 1969–2004)
- Kay Nehm (Staatsanwalt)
- Karin Graßhof (Richterin)
- Gerhard Hückstädt (Richter 1971–1974)
- Frieder Henf (Richter 1974–1977)
- Sophus Pohl-Laukamp (Richter)

## Bekannte Strafprozesse
- Strafverfahren gegen Karl-Heinrich Hagemann
- Anklage gegen Carl Clauberg
- Strafverfahren gegen Fritz Schmidt
- Asche-Prozess[13]
- Fall Lucona[14]
- Hagenuk-Prozess[15]
- Mobilcom-Prozess

## Bekannte Zivilprozesse
- Beweissicherung durch die Gesellschaft zur Verfolgung von Urheberrechtsverletzungen
- Subventionen für Ryanair
- Sperrung von Internetseiten[16]
- Das in Deutschland zu dieser Zeit höchste Schmerzensgeld in Höhe von 500.000 € zuzüglich einer monatlichen Rente von 500 € wurde im Jahr 2003 einem Kleinkind zugesprochen,[17] das seit einem Verkehrsunfall querschnittsgelähmt war und das Sprachvermögen vollständig verloren hatte.[18]